# فیض‌آباد (رشت)
فیض‌آباد، روستایی است از توابع بخش مرکزی شهرستان رشت در استان گیلان ایران.

## جمعیت
این روستا در دهستان پیربازار قرار دارد و براساس سرشماری مرکز آمار ایران در سال ۱۳۸۵، جمعیت آن ۷۲ نفر (۱۷خانوار) بوده‌است.